# Aristoteles Onassis
Aristoteles Sokrates Homeros Onassis (Grieks: Αριστοτέλης Ωνάσης, Aristotélis Onásis) (Smyrna, 15 of 20 januari 1906 – Neuilly-sur-Seine, 15 maart 1975) was een Grieks reder.

## Biografie

### Afkomst

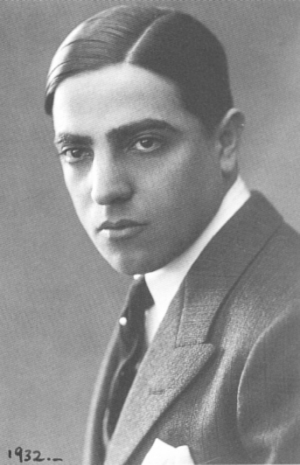
Onassis in 1932

Aristoteles Onassis werd geboren in Smyrna in het Ottomaanse Rijk, thans İzmir. Zijn ouders waren Socrates Onassis en Penelope Dologou. Hij had één volle zus, Artemis en twee halfzussen Kalliroi en Merope uit het tweede huwelijk van zijn vader na de dood van zijn moeder. Zijn vader was een welgesteld man die zijn vermogen vergaarde in de tabakshandel. Toen hij op 16-jarige leeftijd afstudeerde aan de Evangelische school van Smyrna sprak hij buiten zijn moedertaal Grieks ook nog Turks, Spaans en Engels. Nadat Smyrna in de nasleep van de overwinning van de geallieerden in de Eerste Wereldoorlog van 1919 tot 1922 bestuurd werd door Griekenland, werd het tijdens de Grieks-Turkse oorlog in september 1922 heroverd door de Turken. Na de door de Turken gestichte grote brand van Smyrna raakte de familie Onassis haar vastgoedbezittingen kwijt en zag zich, zoals vrijwel alle andere etnische Grieken in Klein-Azië, gedwongen te vluchten.

### Importeur van tabak
Deze familiale catastrofe, waarbij Aristoteles drie ooms, een tante en een nicht (o.m. door executies) verloor, was een traumatische ervaring die hem zijn leven lang zou tekenen. De familie vluchtte naar Athene waar zijn oom Homeros woonde. Omdat Aristoteles niet kon opschieten met zijn oom en zijn vader emigreerde hij in 1923 met een Nansenpaspoort voor staatlozen alleen en berooid naar Argentinië. Daar vestigde hij zich in Buenos Aires en verwierf hij in 1929 de Argentijnse nationaliteit. Van zijn eerste baan als telefonist bij de British United River Plate Telephone Company maakte hij gebruik om (internationale) vertrouwelijke telefoongesprekken van rijke zakenmensen af te luisteren en zodoende allerlei belangrijke commerciële en financiële informatie in te winnen. Na zijn (nachtelijke) job als telefonist en een baantje als piccolo en koerier ging Onassis aan de slag als handelaar en importeur van fijne Turkse tabak die hem door zijn vader werd aangeleverd. De gewiekste zakenman in wording speelde daarmee handig in op de toenmalige modetrend die heerste onder vrouwen in de hogere kringen om ook (lichte) sigaretten te gaan roken. Met zijn firma Import of Oriental Tobacco ontwikkelde en produceerde Onassis zijn eigen sigarettenmerken Osman en Primeros, specifiek gericht op de (groeiende) vrouwenmarkt. Om zijn merken te promoten deed hij een beroep op de charmes van zijn toenmalige geliefde, de Argentijnse operadiva Claudia Muzi. De vrouwensigaretten met een paars uiteinde kenden een groot succes en leverden Onassis zijn eerste miljoen dollar op.

### Reder
Toen Onassis al snel constateerde dat een groot deel van zijn omzet als importeur verloren ging aan hoog oplopende transportkosten zoals vrachttarieven, taksen, douanerechten en commissielonen en dat hij veel meer winst kon maken als reder ging hij op zoek naar een bescheiden vrachtschip. Met de nodige bluf kon hij in 1932 voor een spotprijs de hand leggen op zes vrachtschepen van de failliet gegane Canadese vervoermaatschappij Canadian National Steamship Company (CNSC) en meteen het begin van zijn eigen vloot. Door tijdens de Grote Depressie van de jaren '30 zeer goedkoop overbodig geworden fregatten of aftandse vrachtschepen aan te kopen en te renoveren, slaagde Onassis er al snel in zijn vloot aanzienlijk uit te breiden en zich op te werken tot een zeer welgesteld zakenman. Als beloning voor zijn diplomatieke bijdrage aan de totstandkoming van een handelsakkoord tussen Griekenland en Argentinië in 1928 werd Onassis in 1932 benoemd tot vice-consul van Griekenland in Buenos Aires.
Tijdens een luxueuze bootreis in 1934 weet de flamboyante zakenman het hart te veroveren van de aristocratische Ingeborg Dedichen, de intelligente en fijnbesnaarde dochter van de Noorse reder Ingeval Martin Byde. Door hem te introduceren in de hoogste kringen van het Scandinavische zakenwereld van reders, industriëlen en bankiers leerde ze hem de savoir-vivre van de beau monde en de finesses en knowhow van de internationale koopvaardij. Overtuigd van de lucratieve toekomstmogelijkheden van de toenemende handel in ruwe aardolie als basisgrondstof van de internationale economie liet de visionaire Onassis in de periode 1938-1942 in de Zweedse havenstad Göteborg drie olietankers bouwen. Een daarvan is de zelf ontworpen Ariston (Grieks voor de "de beste"), de grootse en modernste olietanker van die tijd. Hij verhuisde naar Londen, op dat moment het centrum van de internationale scheepvaart en in 1942 naar New York. In de Tweede Wereldoorlog verhuurde hij zijn vloot tegen grof geld aan de geallieerden. Na een spionageonderzoek op instigatie van FBI-topman Hoover werd Onassis verdacht van fascistische sympathieën en 'vijandigheid tegenover de geallieerde oorlogsinspanningen'. In het FBI-slotrapport van 1942 werd Onassis bij gebrek aan bewijs echter van alle verdachtmakingen vrijgepleit.
Vanaf 1951 liet Onassis zijn schepen niet langer in de VS bouwen maar wel op de West-Duitse scheepswerven van Kiel, Hamburg en Bremen. Voor de financiering van de scheepsbouw deed hij wel nog een beroep op de Amerikaanse financiers zoals de City Bank of New York. Op 25 juli 1953 vestigde Onassis een wereldrecord door op de Howaldtswerke-Deutsche Werft in Hamburg de op dat moment grootste olietanker aller tijden Tina Onassis onder massale belangstelling door zijn dochter Christina te laten dopen en door zijn zoon Alexander te water te laten. Op dezelfde Duitse scheepswerven liet Onassis in dezelfde periode nog zeventien andere supertankers bouwen. Door zijn investeringen in de wederopbouw van de door de Tweede Wereldoorlog bijna volledig verwoeste havens droeg Onassis in grote mate bij tot de heropleving van de Duitse maritieme industrie - in 1954 was Onassis verantwoordelijk voor 56% van de bestellingen in de Duitse scheepsbouw - en het Wirtschaftswunder. Door zijn schepen systematisch te laten uitvaren onder de goedkope vlag van Panama, Honduras of Liberia en zodoende flink te besparen op taksen (zoals tonnagebelastingen en havengelden) stond Onassis ook mede aan de basis van de globalisering van de economie.

### Belastingparadijs Monaco
Om zijn gigantische winsten zover mogelijk uit de handen van de fiscus te houden vestigde Onassis zich in 1953 in het mondaine prinsdom Monaco waar hij in Monte Carlo de hoofdzetel van zijn holding huisvestte. Hij begon aandelen te kopen van de Société des bains de mer de Monaco (SBM) via speciale constructies in Panama en nam het bedrijf over in de zomer van dat jaar. Prins Reinier III verwelkomde de zakenman aanvankelijk. Onassis raadde hem aan om met een Amerikaanse actrice te trouwen om het land meer grandeur te geven. Hij trouwde uiteindelijk met Grace Kelly. Beiden verschilden wel over een visie over Monaco. Onassis wilde het landje voor de elite houden terwijl Reinier graag meer hotels zag om het toerisme een boost te geven. Reinier zorgde ervoor dat er 600.000 aandelen bijkwamen van de SBM waardoor Onassis niet meer de meerderheidsaandeelhouder was. Hij verkocht zijn aandelen aan de staat en verliet het land.

### Internationale boycot
In 1954 werd Aristoteles Onassis het doelwit van een grootschalig georchestreerde laster- en beschadigingsoperatie geleid door CIA-topspion Robert A. Maheu in opdracht van de toenmalige Amerikaanse vice-president Richard Nixon. Aanleiding voor het internationale complot was de totstandkoming van het geheime Akkoord van Jeddah dat Onassis in januari had afgesloten met de Saudische regering. Dit oliecontract gaf Onassis de opdracht om voor Saoedi-Arabië een vloot superolietankers te bouwen alsook het exclusieve recht om deze in te zetten voor het (internationale) transport van aardolie afkomstig uit de Saoedische olievelden. De VS en Europa vreesden dat Onassis' monopolie zou leiden tot een aantasting van hun geopolitieke macht in het Midden-Oosten waarvan uiteindelijk de Sovjet-Unie zou profiteren. Ondanks het feit dat de Amerikaanse geheime diensten de opdracht hadden gekregen om de intussen bekend geworden oliedeal met de Saoudi's "ten allen prijze" te kelderen slaagde Onassis er toch nog in om op 6 juni 1954 in Hamburg het vlaggenschip van de geplande Arabische vloot, de nieuwe grootste superolietanker Al Malik Saud Al-Awal ("Ter ere van Koning Saoed I"), ceremonieel gedoopt met 'heilig water' uit Mekka in aanwezigheid van Duitse en Arabische hoogwaardigheidsbekleders, te water te laten.
Na een klacht van de Amerikaanse United States Maritime Commission startte de FBI in 1954 een fraudeonderzoek jegens Onassis vanwege het wederrechtelijk varen onder de Amerikaanse vlag. Onassis had na de oorlog, in strijd met de federale 'Merchant Marine Act' van 1936 die vereiste dat enkel VS-staatsburgers schepen konden verwerven, oude en overbodig geworden Amerikaanse oorlogsschepen aangekocht via illegale postbusfirma's. Onassis werd even aangehouden maar kwam vrij na het betalen van een bescheiden borgsom. Na het betalen van een boete van zeven miljoen dollar verliet hij de VS voor Europa.

### Luchtvaartmaatschappij
Nadat de Griekse luchtvaartmaatschappij National Greek Airlines in financiële moeilijkheden kwam en de Griekse regering besloot deze te privatiseren werd de maatschappij in 1956 door Onassis overgenomen. Een jaar later werd de maatschappij omgedoopt tot Olympic Airways. Toen bleek dat hij omwille van auteursrechten de vijf Olympische ringen niet mocht gebruiken in het logo van zijn maatschappij besloot hij een zesde (gouden) ring toe te voegen. Nadat zijn zoon Alexander in januari 1973 als pilootinstructeur om het leven was gekomen bij een vliegtuigongeval besloot hij alle aandelen van Olympic Airways te verkopen aan de Griekse staat. Dat jaar vervoerde de maatschappij 2,5 miljoen passagiers. Buiten Onassis had enkel Howard Hughes zijn eigen luchtvaartmaatschappij. Hij was ook erg trots dat hij zijn eigen maatschappij had. Hij was getrouwd met de zee, maar de luchtvaart was zijn minnares.

### Privé-leven
Aristoteles Onassis trouwde op 28 december 1946 met de zeventienjarige Athina 'Tina' Mary Livanos, de jongste en naar verluidt mooiste dochter van de Griekse 'patriarch' scheepsmagnaat Stavros Livanos. Hun twee kinderen werden beiden in New York geboren. Alexander werd in 1948 geboren en overleed in 1973 in een vliegtuigcrash. Christina, geboren in 1950, overleed in 1988 aan een hartaanval. Onassis' huwelijk luidde ook het begin in van een epische, in haat ontaardende aartsrivaliteit met de steenrijke Griekse selfmade zakenman en reder Stavros Niarchos die genoegen moest nemen met Athina's minder aantrekkelijke zus Eugenia Livanos. Door Onassis' talrijke overspelige relaties met bekende vrouwen uit de jetset begon het huwelijk halverwege de jaren vijftig barsten te vertonen. Het echtpaar leefde feitelijk gescheiden en ook Athina had enkele minnaars. Het koppel scheidde in juni 1960 officieel terwijl Onassis op dat moment een affaire had met de nog getrouwde Griekse opera-diva Maria Callas. Hij leerde Maria kennen in Venetië op een feest dat georganiseerd werd door Elsa Maxwell.
Naar het voorbeeld van zijn schoonbroer Niarchos kocht Onassis in 1963 het Griekse eiland Skorpios, een dor en desolaat eilandje in de Ionische Zee. Door het aanleggen van bossen en het bouwen van enkele residentiële villa's toverde Onassis het privé-eilandje om tot een paradijselijke groene oase en meteen zijn favoriete toevluchtsoord vormde, ver weg van de beslommeringen van het hectische zakenleven. Aan de kust liet hij een haventje bouwen waar de legendarische, naar zijn dochter vernoemde Christina O lag aangemeerd, het luxe jacht waar hij tijdens zijn verblijf op het eiland 's nachts sliep.Net als Aristoteles zelf werden zijn kinderen Christina en Alexander na hun overlijden op het privé-eiland begraven in een mausoleum. Ook de as van de in Parijs gecremeerde Maria Callas werd er naar haar eigen wens voor de kust uitgestrooid.
Onassis beëindigde zijn relatie met Callas om in 1968 te trouwen met Jacqueline Kennedy, de weduwe van John F. Kennedy. Dit huwelijk vond plaats op Onassis' privé-eiland Skorpios. Jacqueline kreeg drie miljoen dollar toen ze met hem trouwde. Christina moest niets van Jackie weten en na de dood van haar broer Alexander overtuigde ze haar vader ervan dat Jackie de dood in haar kielzog meenam en ongeluk bracht. Het koppel vervreemdde van elkaar.
Onassis stierf op 69-jarige leeftijd in Neuilly-sur-Seine aan de spierziekte myasthenia gravis. Zijn dochter Christina erfde zijn fortuin. Jackie vocht dit aan en kwam uiteindelijk tot een minnelijke schikking van 26 miljoen dollar.